# Dicranolasma opilionoides
Espèce
Synonymes
- Trogulus opilionoides L. Koch, 1867
- Amopaum spinipalpe Sørensen, 1873
- Dicranolasma kettyi Marcellino, 1968

Dicranolasma opilionoides est une espèce d'opilions dyspnois de la famille des Dicranolasmatidae.

## Distribution
Cette espèce en Italie, en Autriche, en Croatie, en Albanie, en Grèce et en Turquie.

## Description
Le syntype mesure 5 mm

## Systématique et taxinomie
Cette espèce a été décrite sous le protonyme Trogulus opilionoides par L. Koch en 1867. Elle est placée dans le genre Dicranolasma par Sørensen en 1873.
Amopaum spinipalpe a été placée en synonymie par Dahl en 1903.
Dicranolasma kettyi a été placée en synonymie par Gruber en 1998.

## Publication originale
- L. Koch, 1867 : « Zur Arachniden und Myriapoden-Fauna Süd-Europas. » Verhandlungen der Kaiserlich-Königlichen Zoologisch-Botanischen Gesellschaft in Wien, vol. 17, p. 857-900 (texte intégral).